# Жіноча збірна Словаччини з футболу
Жіноча збірна Словаччини з футболу (словац. Slovenská futbalová reprezentácia žien) — національна збірна Словаччини з футболу, яка виступає на футбольних турнірах серед жінок. 

## Міжнародні турніри

### Чемпіонат Європи
| Рік  | Раунд                 | Іг                    | В                     | Н                     | П                     | ЗМ                    | ПМ                    |
| ---- | --------------------- | --------------------- | --------------------- | --------------------- | --------------------- | --------------------- | --------------------- |
| 1984 | У складі Чехословакії | У складі Чехословакії | У складі Чехословакії | У складі Чехословакії | У складі Чехословакії | У складі Чехословакії | У складі Чехословакії |
| 1987 | У складі Чехословакії | У складі Чехословакії | У складі Чехословакії | У складі Чехословакії | У складі Чехословакії | У складі Чехословакії | У складі Чехословакії |
| 1989 | У складі Чехословакії | У складі Чехословакії | У складі Чехословакії | У складі Чехословакії | У складі Чехословакії | У складі Чехословакії | У складі Чехословакії |
| 1991 | У складі Чехословакії | У складі Чехословакії | У складі Чехословакії | У складі Чехословакії | У складі Чехословакії | У складі Чехословакії | У складі Чехословакії |
| 1993 | У складі Чехословакії | У складі Чехословакії | У складі Чехословакії | У складі Чехословакії | У складі Чехословакії | У складі Чехословакії | У складі Чехословакії |
| 1995 | не кваліфікувалась    | не кваліфікувалась    | не кваліфікувалась    | не кваліфікувалась    | не кваліфікувалась    | не кваліфікувалась    | не кваліфікувалась    |
| 1997 | не кваліфікувалась    | не кваліфікувалась    | не кваліфікувалась    | не кваліфікувалась    | не кваліфікувалась    | не кваліфікувалась    | не кваліфікувалась    |
| 2001 | не кваліфікувалась    | не кваліфікувалась    | не кваліфікувалась    | не кваліфікувалась    | не кваліфікувалась    | не кваліфікувалась    | не кваліфікувалась    |
| 2005 | не кваліфікувалась    | не кваліфікувалась    | не кваліфікувалась    | не кваліфікувалась    | не кваліфікувалась    | не кваліфікувалась    | не кваліфікувалась    |
| 2009 | не кваліфікувалась    | не кваліфікувалась    | не кваліфікувалась    | не кваліфікувалась    | не кваліфікувалась    | не кваліфікувалась    | не кваліфікувалась    |
| 2013 | не кваліфікувалась    | не кваліфікувалась    | не кваліфікувалась    | не кваліфікувалась    | не кваліфікувалась    | не кваліфікувалась    | не кваліфікувалась    |
| 2017 | не кваліфікувалась    | не кваліфікувалась    | не кваліфікувалась    | не кваліфікувалась    | не кваліфікувалась    | не кваліфікувалась    | не кваліфікувалась    |
| 2022 | не кваліфікувалась    | не кваліфікувалась    | не кваліфікувалась    | не кваліфікувалась    | не кваліфікувалась    | не кваліфікувалась    | не кваліфікувалась    |
| 2025 | не кваліфікувалась    | не кваліфікувалась    | не кваліфікувалась    | не кваліфікувалась    | не кваліфікувалась    | не кваліфікувалась    | не кваліфікувалась    |

### Чемпіонат світу
| Рік  | Раунд                 | Іг                    | В                     | Н                     | П                     | ЗМ                    | ПМ                    |
| ---- | --------------------- | --------------------- | --------------------- | --------------------- | --------------------- | --------------------- | --------------------- |
| 1991 | У складі Чехословакії | У складі Чехословакії | У складі Чехословакії | У складі Чехословакії | У складі Чехословакії | У складі Чехословакії | У складі Чехословакії |
| 1995 | не кваліфікувалась    | не кваліфікувалась    | не кваліфікувалась    | не кваліфікувалась    | не кваліфікувалась    | не кваліфікувалась    | не кваліфікувалась    |
| 1999 | не кваліфікувалась    | не кваліфікувалась    | не кваліфікувалась    | не кваліфікувалась    | не кваліфікувалась    | не кваліфікувалась    | не кваліфікувалась    |
| 2003 | не кваліфікувалась    | не кваліфікувалась    | не кваліфікувалась    | не кваліфікувалась    | не кваліфікувалась    | не кваліфікувалась    | не кваліфікувалась    |
| 2007 | не кваліфікувалась    | не кваліфікувалась    | не кваліфікувалась    | не кваліфікувалась    | не кваліфікувалась    | не кваліфікувалась    | не кваліфікувалась    |
| 2011 | не кваліфікувалась    | не кваліфікувалась    | не кваліфікувалась    | не кваліфікувалась    | не кваліфікувалась    | не кваліфікувалась    | не кваліфікувалась    |
| 2015 | не кваліфікувалась    | не кваліфікувалась    | не кваліфікувалась    | не кваліфікувалась    | не кваліфікувалась    | не кваліфікувалась    | не кваліфікувалась    |
| 2019 | не кваліфікувалась    | не кваліфікувалась    | не кваліфікувалась    | не кваліфікувалась    | не кваліфікувалась    | не кваліфікувалась    | не кваліфікувалась    |
| 2023 | не кваліфікувалась    | не кваліфікувалась    | не кваліфікувалась    | не кваліфікувалась    | не кваліфікувалась    | не кваліфікувалась    | не кваліфікувалась    |